# АНЗЮС
А́НЗЮС (англ. ANZUS Security Treaty — Australia, New Zealand, United States), или «Тихоокеанский пакт безопасности» — военный союз Австралии, Новой Зеландии и США. 
Согласно подписанному в 1951 году соглашению между Австралией и Новой Зеландией и, отдельно, Австралией и США, члены АНЗЮС обязались сотрудничать по военным вопросам в Тихоокеанском регионе. Он предусматривает, что вооружённое нападение на любую из трёх сторон будет опасным для других, и что каждая из них должна действовать для противодействия общей угрозе. В рамках договора учреждён комитет министров иностранных дел, который может встретиться для консультаций. Договор был одним из серии договоров, которые Соединенные Штаты сформировали в эпоху между 1949 и 1955 годом в рамках своего коллективного ответа на угрозу коммунизма во время холодной войны. Новая Зеландия была отстранена от АНЗЮС в 1986 году, поскольку она создала безъядерную зону в своих территориальных водах; в конце 2012 года Соединенные Штаты сняли запрет на посещение военных кораблей Новой Зеландии, что привело к снижению напряженности. Однако Новая Зеландия возобновила работу в ключевых областях договора АНЗЮС ещё в 2007 году. АНЗЮС назван так по начальным буквам наименований трёх государств-участниц (англ. Australia, New Zealand, United States).

## Заключение договора о создании АНЗЮС и последующие соглашения
В годы, последовавшие за Второй мировой войной, Австралия и Новая Зеландия начали требовать от США формальной гарантии безопасности. Эти две страны чувствовали угрозу из-за возможности возрождения Японии и распространения коммунизма. Кроме того, падение Сингапура в 1942 году продемонстрировало, что их традиционный защитник, Великобритания, больше не имел власти в регионе. Это добавило им чувство уязвимости. Первоначально Соединенные Штаты с неохотой предлагали неформальную гарантию защиты. Но после победы коммунистов в гражданской войне в Китае в 1950 году и корейской войне 1950—1953 годов у ведущих государств Западного мира появилась необходимость укрепления своих позиций в Тихоокеанском регионе. Кроме того, США хотели получить одобрение Австралии и Новой Зеландии на «мягкий мир» с Японией. Договор ослабил опасения, что такой мир позволит Японии снова угрожать им.
Договор о создании блока («Договор безопасности АНЗЮС», «Тихоокеанский пакт безопасности») был подписан в Сан-Франциско (США) 1 сентября 1951 года и вступил в силу 29 апреля 1952 года. Договор обязывал подписавшие его стороны признать, что вооруженное нападение на тихоокеанскую территорию на одного из них поставит под угрозу мир и безопасность других государств Запада. Согласно договору, «Стороны будут проводить совместные консультации, когда, по мнению любого из них, в Тихоокеанском регионе под угрозой находится территориальная целостность, политическая независимость или безопасность любой из Сторон». Три страны также обязались поддерживать и развивать индивидуальные и коллективные способы противостоять нападениям.
Срок действия договора не ограничен. Позже были заключены отдельные соглашения о военном сотрудничестве между:
- США и Австралией,
- Австралией и Новой Зеландией,
- США и Новой Зеландией (до 1987 года).

## Организационная структура блока
Высший руководящий орган — Совет, состоящий из министров иностранных дел или их заместителей. Создан военный комитет из представителей высших военных штабов государств-членов блока. В то же время, единого верховного командования, объединённых Вооружённых сил и постоянной штаб-квартиры у блока нет. Официальный язык рабочих органов АНЗЮС — английский.

## Задачи блока
АНЗЮС был создан по инициативе США для «координации усилий по коллективной обороне» в районе Тихого океана, а в 1978 году в сферу действия блока был включён и Индийский океан. Первоначально АНЗЮС был направлен против национально-освободительных движений в Юго-Восточной Азии и Тихоокеанском регионе, а также против СССР и его союзников в Юго-Восточной Азии. Страны-члены АНЗЮС принимали согласованное участие в Корейской и Вьетнамской войнах, вмешивались в дела Камбоджи, Лаоса и других государств и стран.

## Аналоги АНЗЮС
В годы холодной войны АНЗЮС был частью проамериканских военно-политических пактов наподобие НАТО и СЕНТО (Багдадский пакт). Вскоре после создания АНЗЮС, его члены также приняли участие в подготовке военно-политического блока СЕАТО (1956 — 1977 годы) и вошли в его состав. Кроме того, Австралия и Новая Зеландия в 1971 году организовали вместе с Великобританией, Малайзией и Сингапуром другой схожий с АНЗЮС блок — АНЗЮК, однако его деятельность была весьма краткосрочной: в 1974 из него вышла Новая Зеландия, и в 1975 году он был распущен.

## Деятельность АНЗЮС
В 1986 году США заявили о готовности снять с себя обязательства по обеспечению безопасности Новой Зеландии в связи с отказом последней разрешить допуск в свои порты американских кораблей с ядерным оружием на борту и (или) атомными силовыми установками (подобная проблема в 1974-75 годах привела к роспуску блока АНЗЮК). Итогом конфликта стал формальный разрыв двустороннего соглашения о военном сотрудничестве между США и Новой Зеландией в 1987 году.
Тем не менее, двусторонние связи между остальными парами в блоке (Австралией и США, Австралией и Новой Зеландией) остаются прочными. Все три страны входили в Международную коалицию ООН во время Войны в Персидском заливе 1991 года. Австралия и Новая Зеландия в рамках АНЗЮС сотрудничали во время миротворческой операции в Восточном Тиморе в 1999—2002 годах (и, фактически, позже).
В то же время одним из спорных вопросов блока остаётся проблема Тайваня. В случае гипотетического военного конфликта двух Китаев, США, вероятно, могут вступиться за Тайвань, а значит (по договору АНЗЮС) за ними последуют Австралия и Новая Зеландия. Однако в 2004-05 годах власти Австралии сначала заявили, что договор, якобы, не относится к подобному случаю, однако позже опровергли данное заявление. Между тем, это событие вызвало ряд неприятных споров.
В последние годы АНЗЮС используется США в целях борьбы с международным терроризмом в регионе. После теракта 11 сентября 2001 года в США Канберра предложила Вашингтону исполнить свои союзнические обязательства по договору. Также, исходя из условий договора АНЗЮС, Австралия и Новая Зеландия принимали участие в афганской операции и участвовали в иракской кампании (Новая Зеландия — до февраля 2004 года, Австралия — до июля 2009 года).